# Mistrzostwa Świata w Kolarstwie Szosowym 1984
57. Mistrzostwa świata w kolarstwie szosowym – zawody kolarskie, które odbyły się 2 września 1984 w Barcelonie. Były to trzecie zorganizowane w tym kraju mistrzostwa świata w kolarstwie szosowym (poprzednio w 1965 i 1973). 
Rozegrano tylko wyścig ze startu wspólnego zawodowców, ponieważ pozostałe konkurencje amatorów i kobiet rozgrywane zazwyczaj na mistrzostwach odbyły się w tym samym roku na igrzyskach olimpijskich w Los Angeles. Polacy nie brali udziału w mistrzostwach.

## Kalendarium zawodów
| Kalendarz MŚ w Kolarstwie Szosowym 1984 |      |
| Konkurencja (dystans)                   | Data |
| Konkurencja (dystans)                   | 2.09 |
| Mężczyźni                               |      |
| Wyścig ze startu wspólnego (255,55 km)  |      |

## Lista uczestniczących reprezentacji
W mistrzostwach świata w kolarstwie szosowym brało udział 119 zawodników z 21 reprezentacji. Najliczniejsze reprezentacje wystawiły: Belgia (12 zawodników), Francja (12), Hiszpania (12), Holandia (12), Szwajcaria (12) i Włochy (12). 
| Lp. | Reprezentacja | Zawodnicy |
| 1.  | Australia     | 6         |
| 2.  | Austria       | 1         |
| 3.  | Belgia        | 12        |
| 4.  | Dania         | 6         |
| 5.  | Francja       | 12        |
| 6.  | Hiszpania     | 12        |
| 7.  | Holandia      | 12        |
| 8.  | Irlandia      | 1         |
| 9.  | Izrael        | 1         |
| 10. | Kanada        | 1         |
| 11. | Kolumbia      | 3         |

| Lp.   | Reprezentacja     | Zawodnicy |
| 12.   | Luksemburg        | 1         |
| 13.   | Meksyk            | 1         |
| 14.   | Norwegia          | 2         |
| 15.   | Portugalia        | 1         |
| 16.   | RFN               | 8         |
| 17.   | Stany Zjednoczone | 10        |
| 18.   | Szwajcaria        | 12        |
| 19.   | Szwecja           | 2         |
| 20.   | Wielka Brytania   | 3         |
| 21.   | Włochy            | 12        |
| Razem | Razem             | 119       |

## Obrońcy tytułów
| Broniący tytułów MŚ        |               |             |
| Mężczyźni                  |               |             |
| Konkurencja                | Mistrz świata | Uwagi       |
| Elita                      |               |             |
| Wyścig ze startu wspólnego | Greg LeMond   | 27. miejsce |

## Medaliści
| Konkurencja dystans – (data) (liczba startujących)                       | Złoto:             | Czas (prędkość)       | Srebro:       | Czas   | Brąz:       | Czas   |
| Mężczyźni                                                                |                    |                       |               |        |             |        |
| Elita                                                                    |                    |                       |               |        |             |        |
| Wyścig ze startu wspólnego 255,55 km – (2 września) (119 zaw. z 21 rep.) | Claude Criquielion | 6:46:46 (37,695 km/h) | Claudio Corti | + 0:14 | Steve Bauer | + 1:01 |

## Szczegóły

### Wyścig ze startu wspólnego zawodowców
| Miejsce | Zawodnik            | Narodowość      | Czas    |
| złoto   | Claude Criquielion  | Belgia          | 6:46:46 |
| srebro  | Claudio Corti       | Włochy          | + 0:14  |
| brąz    | Steve Bauer         | Kanada          | + 1:01  |
| 4       | Hubert Seiz         | Szwajcaria      | + 1:01  |
| 5       | Bernard Bourreau    | Francja         | + 1:01  |
| 6       | Robert Millar       | Wielka Brytania | + 1:08  |
| 7       | Éric Caritoux       | Francja         | + 1:12  |
| 8       | Palmiro Masciarelli | Włochy          | + 1:12  |
| 9       | Federico Echave     | Hiszpania       | + 1:12  |
| 10      | Joop Zoetemelk      | Holandia        | + 1:12  |

## Tabela medalowa
| Tabela medalowa |               |       |        |      |       |
| Miejsce         | Reprezentacja | Złoto | Srebro | Brąz | Razem |
| 1               | Belgia        | 1     | 0      | 0    | 1     |
| 2               | Włochy        | 0     | 1      | 0    | 1     |
| 3               | Kanada        | 0     | 0      | 1    | 1     |